# Région de Sh2-254
La région de Sh2-254 est un complexe de régions HII situé à environ 2 460 pc (∼8 020 al) du système solaire sur le bras de Persée, dans la partie la plus méridionale de l'association OB Gémeaux OB1 dans la constellation d'Orion. Cependant, comme la distance de cette association OB n'est pas connue avec une précision absolue, variant entre 1 500 et 2 000 pc selon les estimations, l'interaction réelle de la région avec cette association n'est pas certaine,.
La région est composée d'un certain nombre de nuages qui apparaissent optiquement sphéroïdaux et apparemment non connectés, bien qu'ils soient très proches les uns des autres. Les composants les plus brillants sont Sh2-255 et Sh2-257, plus Sh2-254, le plus grand et d'où le complexe tire son nom, et d'autres nuages plus petits. Des phénomènes de formation d'étoiles sont présents dans les nuages de la région, comme en témoigne la présence de plusieurs sources de rayonnement infrarouge et de quelques masers.

## Observation
La région nébuleuse est observée dans la partie la plus septentrionale d'Orion, coïncidant avec le plan galactique, immergée dans de riches champs stellaires. Sa position est détectable à environ 6° à l'ouest-nord-ouest de l'étoile brillante Alhena (γ Geminorum), de magnitude 1,9 et bien reconnaissable même depuis les zones urbaines. Les composants les plus brillants sont Sh2-256, également connu sous le nom de IC 2162, et Sh2-255, deux nuages en forme de sphéroïde qui peuvent être facilement détectés sur des photographies astronomiques à longue exposition prises à des grossissements moyens à élevés. Les régions nébuleuses environnantes, telles que le nuage étendu Sh2-254, qui constitue l'extrémité ouest du complexe, apparaissent beaucoup plus faibles et dispersées, tandis que les nuages plus petits, Sh2-257 et Sh2-258, sont difficiles à détecter.
Le complexe est situé dans l'hémisphère boréal, à environ 6° de l'équateur, ce qui le rend observable depuis toutes les régions peuplées de la Terre, étant visible jusqu'aux régions intérieures du continent antarctique, alors qu'il est circumpolaire à seulement quelques degrés du pôle nord. La meilleure période pour son observation dans le ciel du soir correspond à la fin de l'automne et à l'hiver dans l'hémisphère nord, lorsqu'elle apparaît haut au-dessus de l'horizon sud. Depuis l'hémisphère sud, elle apparaît haut dans le ciel les nuits d'été en direction de l'horizon nord.

## Structure et phénomènes de formations d'étoiles
L'environnement galactique dans lequel se trouvent ces nébuleuses est celui du secteur central intermédiaire du bras de Persée. Il se situe au-delà de l'association Gémeaux OB1, dont la distance estimée se situe entre 1 500 et 2 000 parsecs. En considérant une distance de 2 000 parsecs pour l'association, le complexe de Sh2-254 serait en interaction directe avec cette même association. Au contraire, une distance plus courte que Gémeaux OB1 impliquerait probablement une indépendance des deux systèmes. L'environnement dans lequel se trouve le complexe est apparemment le même que celui de la nébuleuse Sh2-261, visible un peu plus au sud, et du vestige de supernova SNR G193.3-01. 5, visible entre Sh2-254 et Sh2-261. Cependant, les trois objets sont complètement indépendants, Sh2-261 étant à environ 1 000 parsecs du système solaire, Sh2-254 à environ 2 460 parsecs et le vestige de supernova à environ 3 900 parsecs. L'un des signes les plus évidents suggérant une interaction entre les deux systèmes est l'expansion du nuage moléculaire de Gémeaux OB1, représentée par une structure en forme d'arc s'étendant sur environ 1,5° sur le bord sud-est de la région entourant Sh2-254, dont la vitesse radiale est d'environ −12 km/s.
La partie centrale de la région ; le nuage au centre est Sh2-257. A l'extrême droite est visible l'étoile HD 253247, responsable de l'ionisation de Sh2-254. Le nuage à gauche est Sh2-255, où se trouvent la plupart des phénomènes de formation d'étoiles actifs dans le complexe de nébuleuses.
Les nébuleuses du complexe apparaissent optiquement séparées les unes des autres, avec une apparence circulaire et une étoile au centre responsable de l'ionisation du gaz dans chaque nuage individuel. La masse totale de la région de la nébuleuse est d'environ 27000 M☉. Il s'agit d'une région HII d'apparence dispersée et de forme sphérique, ionisée par l'étoile bleue de la séquence principale HD 253247 (BD+18°1123), de classe spectrale O9.5V et de magnitude 9,82, apparemment la plus brillante de la région. L'émission de 13CO, identifiée par le Palomar Sky Survey, délimite les bords du nuage Sh2-254 et est plus forte entre celui-ci et les autres nuages du complexe. De plus, alors que l'émission de 12CO est distribuée de manière graduelle et floue en dehors des régions HII optiquement visibles, l'émission de 13CO montre des structures filamentaires de gaz moléculaire.
Sh2-257 est l'un des nuages les plus brillants de la région, le plus proche de Sh2-254. Il semble être ionisé par HD 253327, une étoile bleue de la séquence principale de classe B0V et de magnitude 10,8, rejointe par trois autres étoiles dont la classe spectrale n'a pas été déterminée. ALS 19, en revanche, est responsable de l'ionisation des gaz du nuage Sh2-255, le plus à l'est des deux nuages les plus brillants de la région. Il s'agit d'une géante bleue de classe B0III, enveloppée d'une nébulosité qui l'obscurcit partiellement, et d'une magnitude de 11,66. Les deux régions mineures, Sh2-256 (située entre Sh2-254 et Sh2-257) et Sh2-258, constituent une petite partie ionisée du nuage moléculaire sombre dont le complexe entier fait partie, et dont les étoiles ionisantes ne sont pas connues avec certitude.
La présence de phénomènes récents de formation d'étoiles dans la région est attestée par la découverte de plusieurs amas ouverts très jeunes et complètement enveloppés de gaz, catalogués comme [DB 2001] 30, [DB 2001] 31 et [DB 2001] 32 et détectés par l'étude 2MASS. De plus, il existe un proto-amas massif contenant une brillante source de rayonnement infrarouge, visible en particulier dans l'infrarouge lointain, catalogué comme Sh2-255N et situé au centre de Sh2-255, qui semble être la nébuleuse la plus active de la région. Cette source est composée de trois noyaux compacts, dénommés SMA1, SMA2 et SMA3, avec des masses comprises entre 6 et 35 M☉ et concentrés dans un espace de 0,1 à 0,2 parsecs. Dans Sh2-255, d'autres sources infrarouges sont également connues, coïncidant avec de jeunes objets stellaires et principalement des étoiles de la pré-séquence principale de faible masse.
Plus largement, 80 jeunes composants stellaires et sources infrarouges sont connus dans l'ensemble de la région de la nébuleuse, parmi lesquels 11 masers se distinguent ; certains d'entre eux sont de l'eau, d'autres du CO et du HCN, catalogués en 1984. L'ensemble de la nébuleuse est également identifié comme la région de formation d'étoiles Avedisova 1858.